# Harumi Takahashi
Harumi Takahashi, japanska: 高橋はるみ, född 1 juni 1954 i Toyama, är en japansk politiker som tillhör Liberaldemokratiska partiet.
Hon är barnbarn till Toyama prefekturs tidigare guvernör Takekuni Takatsuji(ja). Hennes far var chef för Nihonkai Gas(ja) och grundade Intec Inc.(ja) Hon utbildades vid Hitotsubashi-universitetet och verkade därefter som byråkrat. Hon är gift med byråkraten Tsuyoshi Takahashi(ja).
År 2003 ställde hon upp i guvernörsvalet i Hokkaido och vann. Hon valdes om 2007, 2011 och 2015.
År 2019 ställde hon i stället upp i valet till Japans överhus och valdes in som en av tre kandidater för Hokkaidos valkrets.